# Robot internetowy
Robot internetowy, robot indeksujący – program zbierający informacje o strukturze, stronach i treściach znajdujących się w internecie. Efekty pracy robota mogą być różne, w zależności od jego przeznaczenia, na przykład może on skanować wybrane witryny w celu zbudowania bazy adresów e-mail, natomiast roboty zbierające treści dla wyszukiwarek działają szerzej:
- badają zawartość witryny,
- sprawdzają kod strony,
- zbierają dodatkowe informacje o stronie,
- monitorują aktualizacje,
- tworzą mirrory stron.

W przypadku robota Google tzn. Googlebota mówi się o robotach wykonujących „Google's fresh crawl” i „Google's deep crawl” lub „Google's main crawl”. „Fresh crawl” jest wykonywany często, nawet kilka razy dziennie - robot najprawdopodobniej sprawdza co się zmieniło na stronie, „deep crawl” głębokie indeksowanie najprawdopodobniej polega na pobieraniu większej ilości danych z witryny i odbywa się kilka razy w miesiącu. 

## Nazwy używane wymiennie
- bot indeksujący
- pająk, spider
- pełzacz, web crawler
- web wanderer — od pierwszego robota indeksującego hipertekst: www wanderera

## Blokada dostępu dla robota internetowego
Administrator strony internetowej może zablokować dostęp robotom indeksującym. Wówczas adres URL nie zostanie zeskanowany, co oznacza, że nie będzie widoczny w indeksie oraz wynikach wyszukiwania wyszukiwarki, takiej jak Google. Blokada dostępu dla robota odbywa się poprzez konfigurację pliku robots.txt.